# ド・リール子爵
ド・リール子爵（英: Viscount De L'Isle）はイギリスの子爵、貴族。連合王国貴族爵位。第6代ド・リール＝ダドリー男爵ウィリアム・シドニーが1956年に叙されたことに始まる。

## 歴史

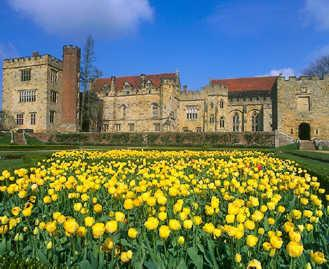
一族の邸宅ペンズハースト・プレイス

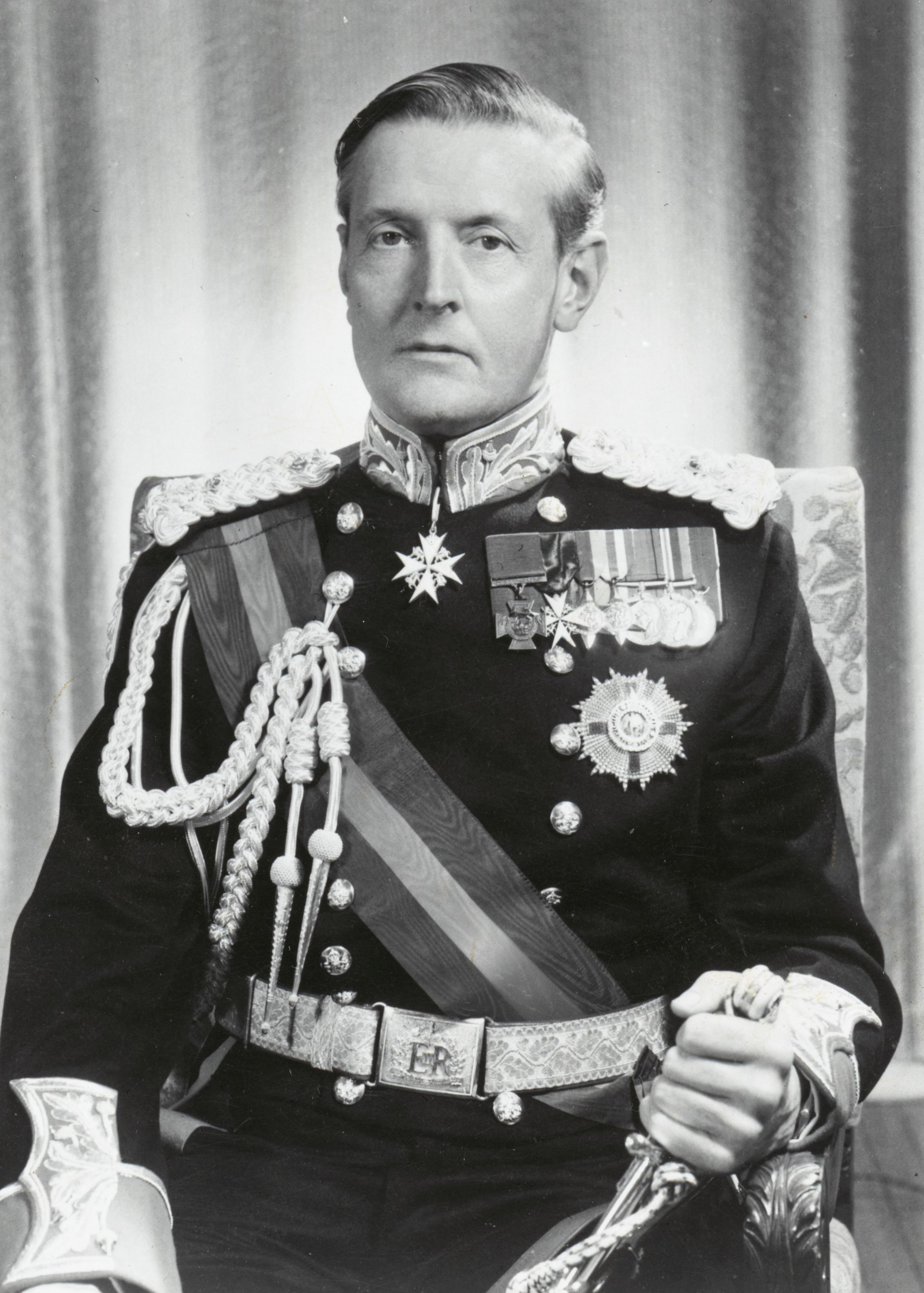
初代子爵ウィリアム・シドニー。オーストラリア総督を務めた。

子爵家の始祖ジョン・シェリー＝シドニー(John Shelley,1771-1849)はゴアリング城のシェリー準男爵家の次男として生まれた。彼は1818年に（ケント州ペンズハースト・プレイスの）準男爵(Baronet, of Penshurst Place, in the County of Kent)に叙せられた。また、ジョンは1793年に母方の「シドニー(Sidney)」姓をその家名に加えている。
その子フィリップ・シドニー(1800-1851)はトーリー党に属する庶民院議員として活動、寝室官長に任じられた年の1835年に連合王国貴族としてケント州ペンズハーストのド・リール＝ダドリー男爵(Baron De L'Isle and Dudley, of Penshurst in the County of Kent)に昇叙した。彼以降の男爵家当主は「シェリー(Shelley)」姓を用いず、主に「シドニー」を家名として名乗り、現在に至っている。なお、爵位名はいずれも初代準男爵の母方の先祖の苗字や従属爵位に因んでおり、再興の意味合いも兼ねる。
2代男爵フィリップ(1828–1898)は義父の要望から「フォーリス(Foulis)」を家名に加えたのち、再び家名を「シドニー」に戻している。彼ののちはその長男フィリップ、次男アルジャーノン、三男ウィリアム及びその子ウィリアムの順で爵位は継承された。
6代男爵ウィリアム(1909–1991)は保守党の政治家で、空軍大臣やオーストラリア総督を務めている。彼は1956年にケント州ペンズハーストのド・リール子爵(Viscount De L'Isle, of Penshurst in the County of Kent)に陛爵した。初代子爵は1965年に遠縁サー・シドニー・シェリーより(サセックス州ゴアリング城の)準男爵(Baronet, of Castle Goring, in the County of Sussex)を相続したため、この準男爵位も子爵位の従属爵位に加わった。
その子である2代子爵フィリップ(1945-)が2020年現在のド・リール子爵家当主を務める。
一族の邸宅は、ケント州タンブリッジにあるペンズハースト・プレイス。また、かつての邸宅にはヨーク州に位置したイングルビー・マナー(Ingleby Manor)があった。
一族のモットーは『運命の誘うところへ(Quo Fata Vocant)』。

## 現当主の保有爵位 / 準男爵位
現当主である第2代ド・リール子爵フィリップ・シドニーは、以下の爵位を有する。
- 第2代ケント州ペンズハーストのド・リール子爵(2nd Viscount De L'Isle, of Penshurst in the County of Kent)
(1956年1月12日の勅許状による連合王国貴族爵位)

- 第7代ケント州ペンズハーストのド・リール＝ダドリー男爵(7th Baron De L'Isle and Dudley, of Penshurst in the County of Kent)
(1835年1月13日の勅許状による連合王国貴族爵位)

- 第10代(サセックス州ゴアリング城の)準男爵(10th Baronet, of Castle Goring, in the County of Sussex)
(1806年3月3日の勅許状による連合王国準男爵位)

- 第8代(ケント州ペンズハースト・プレイスの)準男爵(8th Baronet, of Penshurst Place, in the County of Kent)
(1818年12月12日の勅許状による連合王国準男爵位)

## 当主一覧

### (ペンズハースト・プレイスの)準男爵（1818年）
- 初代準男爵サー・ジョン・シェリー＝シドニー (1771–1849)
- 第2代準男爵サー・フィリップ・シドニー（英語版） (1800–1851) (1835年にド・リール＝ダドリー男爵叙爵)

### ド・リール＝ダドリー男爵（1835年）
- 初代ド・リール＝ダドリー男爵フィリップ・シドニー（英語版） (1800–1851)
- 第2代ド・リール＝ダドリー男爵フィリップ・シドニー (1828–1898)
- 第3代ド・リール＝ダドリー男爵フィリップ・シドニー (1853–1922)
- 第4代ド・リール＝ダドリー男爵アルジャーノン・シドニー (1854–1945)
- 第5代ド・リール＝ダドリー男爵ウィリアム・シドニー (1859–1945)
- 第6代ド・リール＝ダドリー男爵ウィリアム・シドニー（英語版） (1909–1991) (1956年ド・リール子爵創設)

### ド・リール子爵（1956年）
- 初代ド・リール子爵ウィリアム・シドニー（英語版） (1909–1991)
- 第2代ド・リール子爵フィリップ・シドニー（英語版） (1945 - )

法定推定相続人は、現当主の息子であるフィリップ・ウィリアム・エドマンド・シドニー(1985-)閣下。

## 略系図
- 初代準男爵サー・ビッシュ・シェリー（英語版） (1731–1815)[9]
  -  第2代準男爵サー・ティモシー・シェリー（英語版） (1753–1844)
    - パーシー・ビッシュ・シェリー (1792–1822)
      -  第3代準男爵サー・パーシー・フロレンス・シェリー（英語版） (1819–1889)

    - ジョン・シェリー (1806–1866)
      -  第4代準男爵サー・エドワード・シェリー (1827–1890)
      -  第5代準男爵サー・チャールズ・シェリー（英語版） (1838–1902)
        -  第6代準男爵サー・ジョン・コータウン・エドワード・シェリー＝ロールズ（英語版）  (1871–1951)
        -  第7代準男爵サー・パーシー・ビッシュ・シェリー (1872–1953)
        -  第8代準男爵サー・シドニー・パトリック・シェリー（英語版） (1880–1965)

  -  初代準男爵サー・ジョン・シェリー (1771–1849)
    -  初代ド・リール＝ダドリー男爵フィリップ・シドニー（英語版） (1800–1851) = ド・リール＝ダドリー男爵夫人ソフィア (1796—1837), ウィリアム4世の非嫡出子女
      -  第2代ド・リール＝ダドリー男爵フィリップ・シドニー (1828–1898)
        -  第3代ド・リール＝ダドリー男爵フィリップ・シドニー (1853–1922)
        -  第4代ド・リール＝ダドリー男爵アルジャーノン・シドニー (1854–1945)
        -  第5代ド・リール＝ダドリー男爵ウィリアム・シドニー (1859–1945)
          -  初代ド・リール子爵ウィリアム・シドニー（英語版） (1909–1991)
            -  第2代ド・リール子爵フィリップ・シドニー（英語版） (1945 - )
              - (1) フィリップ・ウィリアム・エドマンド・シドニー閣下  (1985 - )

### 註釈
1. ↑  爵位の『L'Isle』は、母方の親族第4代レスター伯爵ロバート・シドニーの従属爵位であるリール子爵（Viscount L'Isle）に因むほか、『Dudley』は同じく母方の初代レスター伯爵ロバート・ダドリーの家名にならったもの。